# 1443
Năm 1443 là một năm trong lịch Julius.